# あなたのやり方でだきしめて/True Love
「あなたのやり方でだきしめて/True Love」は、丹下桜の1枚目のシングルである。1997年1月1日にKONAMIから発売された。

## 概要
- 丹下桜初のシングルで両曲共にアルバム『Be Myself』からシングルカットされた楽曲。

## 収録曲
1. あなたのやり方でだきしめて [5:01]
  - 作詞・作曲: かの香織、編曲: 新川博
  - TBSラジオ「ファンタジーワールド MAZE爆熱アワー」11月度エンディングテーマ。
2. True Love [4:35]
  - 作詞: 丹下桜、作曲: 宮島律子、編曲: 新川博
  - NACK5「金月真美 MOONLIGHT LIPS」エンディングテーマ。
3. あしたいろのベンチ -monologue- [4:16]
  - 作: 丹下桜
  - 詩は、当初歌にする予定で作られた。
4. あなたのやり方でだきしめて (karaoke) [4:58]